# هارولد برادلي (مدرب كرة سلة)
هارولد برادلي (بالإنجليزية: Harold Bradley)‏ هو مدرب كرة سلة أمريكي، ولد في 20 نوفمبر 1911، وتوفي في 6 نوفمبر 1985.